# Dampierre (Jura)
Pour les articles homonymes, voir Dampierre.
Dampierre est une commune française située dans le département du Jura, dans la région culturelle et historique de Franche-Comté et la région administrative Bourgogne-Franche-Comté. 
Les habitants se nomment les Dampierrois et Dampierroises.

## Géographie

### Localisation
Le village de Dampierre domine la vallée du Doubs. Il est situé sur les axes de communication reliant Dole à Besançon et plus largement le Rhin et l'Europe du Nord au Rhône et à la Méditerranée. Dampierre est traversé par les principaux axes de communication de la région : routier (RN73, A36, sortie 2.1), ferré (Dijon Besançon), fluvial (Doubs et canal du Rhône au Rhin). La commune doit son développement à sa position géographique, mais également à la présence de petites industries, liées au passé métallurgique de la commune.
Elle se compose du bourg proprement dit de Dampierre, et de deux hameaux qui lui sont rattachés, Châteauneuf, au bord du Doubs en amont, et Les Minerais, situé sur le site des anciennes mines de fer à ciel ouvert.
Bien que chef-lieu de canton, Dampierre est essentiellement une commune résidentielle et la plupart des services publics et des commerces sont plutôt situés à Fraisans (gendarmerie, collège), Orchamps (pompiers), et surtout à Saint-Vit, dans le département voisin.

### Voies d’accès
Le centre de Dampierre est traversée d'Est en Ouest par la RN73 tandis que l'A36 touche le Nord de la commune.

### Hydrographie
La commune est bordée au sud par le Doubs ainsi que par le canal du Rhône au Rhin autrement appelé « canal de Monsieur ».
Elle est aussi traversée et bordée à l'est par la Grabusse, ruisseau de 9 km de long affluent rive droite du canal, qui prend sa source à Mercey-le-Grand. Ce ruisseau alimente l'étang du Patouillet qui est également un élément hydrographique important au Nord de la commune.

### Climat
Pour des articles plus généraux, voir Climat de la Bourgogne-Franche-Comté et Climat du département du Jura.
En 2010, le climat de la commune est de type climat des marges montargnardes, selon une étude du Centre national de la recherche scientifique s'appuyant sur une série de données couvrant la période 1971-2000. En 2020, Météo-France publie une typologie des climats de la France métropolitaine dans laquelle la commune est exposée à un climat semi-continental et est dans la région climatique  Jura, caractérisée par une forte pluviométrie en toutes saisons (1 000 à 1 500 mm/an), des hivers rigoureux et un ensoleillement médiocre. 
Pour la période 1971-2000, la température annuelle moyenne est de 10,8 °C, avec une amplitude thermique annuelle de 17,2 °C. Le cumul annuel moyen de précipitations est de 1 061 mm, avec 12,8 jours de précipitations en janvier et 9,2 jours en juillet. Pour la période 1991-2020, la température moyenne annuelle observée sur la station météorologique de Météo-France la plus proche, « Dannemarie-sur-Crète », sur la commune de Dannemarie-sur-Crète à 11 km à vol d'oiseau, est de 11,3 °C et le cumul annuel moyen de précipitations est de 1 066,6 mm. 
La température maximale relevée sur cette station est de 39,9 °C, atteinte le 25 juillet 2019 ; la température minimale est de −22 °C, atteinte le 9 janvier 1985,,. 
Les paramètres climatiques de la commune ont été estimés pour le milieu du siècle (2041-2070) selon différents scénarios d'émission de gaz à effet de serre à partir des nouvelles projections climatiques de référence DRIAS-2020. Ils sont consultables sur un site dédié publié par Météo-France en novembre 2022.

## Urbanisme

### Typologie
Au 1er janvier 2024, Dampierre est catégorisée commune rurale à habitat dispersé, selon la nouvelle grille communale de densité à sept niveaux définie par l'Insee en 2022.
Elle appartient à l'unité urbaine de Fraisans, une agglomération intra-départementale regroupant deux  communes, dont elle est ville-centre,,. Par ailleurs la commune fait partie de l'aire d'attraction de Besançon, dont elle est une commune de la couronne,. Cette aire, qui regroupe 310 communes, est catégorisée dans les aires de 200 000 à moins de 700 000 habitants,.

## Histoire
Fraisans était le chef-lieu d'une prévôté appartenant aux comtes de Bourgognes, et dont dépendaient les villages de Dampierre, Plumont, et Rendey. Les prévôts qui tenaient héréditairement la seigneurie au nom du comte de Bourgogne prirent le nom de Fraisans.
Par un arrêté préfectoral du 20 décembre 2018, Dampierre intègre la commune du Petit-Mercey le 1er janvier 2019.

## Héraldique
| Blason de Dampierre | Blason  | De gueules à l'aigle au vol abaissé d'argent surmontée d'un lambel d'or |
| Blason de Dampierre | Détails | Le statut officiel du blason reste à déterminer.                        |

## Politique et administration
| Période   | Période   | Identité          | Étiquette | Qualité                                 |
| --------- | --------- | ----------------- | --------- | --------------------------------------- |
| 1944      | 1945      | Joseph Prost      |           | adjoint délégué, fait fonction de maire |
| 1945      | 1947      | Fernand Lacroix   |           |                                         |
| 1947      |           | Charles Garneret  |           |                                         |
| 1947      | 1953      | Georges Garneret  |           |                                         |
| 1953      | 1971      | Georges Bourgeois |           |                                         |
| 1971      | mars 2001 | Michel Falconnet  |           |                                         |
| mars 2001 | mai 2009  | Maurice Berthet   |           | mort en fonctions                       |
| mai 2009  | mai 2020  | Grégoire Durant   | DVG       | Fonctionnaire                           |
| mai 2020  | En cours  | Laure Valentin    |           | Puéricultrice                           |

### Circonscriptions électorales
À la suite du décret du 5 mars 2020, la commune de Dampierre est entièrement rattachée au canton de Mont-sous-Vaudrey.

## Démographie
L'évolution du nombre d'habitants est connue à travers les recensements de la population effectués dans la commune depuis 1793. Pour les communes de moins de 10 000 habitants, une enquête de recensement portant sur toute la population est réalisée tous les cinq ans, les populations de référence des années intermédiaires étant quant à elles estimées par interpolation ou extrapolation. Pour la commune, le premier recensement exhaustif entrant dans le cadre du nouveau dispositif a été réalisé en 2004.

En 2022, la commune comptait 1 316 habitants, en évolution de +14,63 % par rapport à 2016 (Jura : −0,81 %, France hors Mayotte : +2,11 %).
| 1793 | 1800 | 1806 | 1821 | 1831 | 1836 | 1841 | 1846 | 1851 |
| ---- | ---- | ---- | ---- | ---- | ---- | ---- | ---- | ---- |
| 528  | 465  | 526  | 504  | 591  | 638  | 606  | 557  | 551  |

| 1856 | 1861 | 1866 | 1872 | 1876  | 1881  | 1886 | 1891 | 1896 |
| ---- | ---- | ---- | ---- | ----- | ----- | ---- | ---- | ---- |
| 647  | 705  | 947  | 945  | 1 014 | 1 010 | 932  | 910  | 946  |

| 1901 | 1906 | 1911 | 1921 | 1926 | 1931 | 1936 | 1946 | 1954 |
| ---- | ---- | ---- | ---- | ---- | ---- | ---- | ---- | ---- |
| 958  | 955  | 805  | 670  | 578  | 518  | 478  | 452  | 493  |

| 1962 | 1968 | 1975 | 1982 | 1990 | 1999 | 2004  | 2006  | 2009  |
| ---- | ---- | ---- | ---- | ---- | ---- | ----- | ----- | ----- |
| 567  | 588  | 676  | 832  | 941  | 999  | 1 157 | 1 171 | 1 209 |

| 2014  | 2019  | 2022  | - | - | - | - | - | - |
| ----- | ----- | ----- | - | - | - | - | - | - |
| 1 153 | 1 293 | 1 316 | - | - | - | - | - | - |

Habitants en 1657: 24, en 1688: 113

## Lieux et monuments
- La demeure Caron : villa de 1830 inscrite aux monuments historiques[25]
- L'église de Dampierre
- Lieu-dit "La source" qui accueille chaque année un bal pour la fête de la musique
- L'étang du Patouillet dont le nom révèle l'usage qui en a été fait pendant presque trois siècles : laver le minerai extrait dans les mines proches avant qu'il soit fondu dans le haut fourneau.
- Le lavoir des Minerais
- Le canal du Doubs
- La route nationale qui est aussi la rue principale de la commune est bordée de maisons de maitres, témoins du passé métallurgique de la région: la ferme Caron (inscrite à l'inventaire), le château Gaulard (maintenant mairie et perception), et les propriétés longeant la rue de Dole: ancien relais de poste, maison Garnier (nom de son premier propriétaire), dotée d'un parc à l'anglaise, maison Bazin (du nom de l'ancien député-maire Maurice Bazin), maison dite "la courtine".
- Le chemin de halage qui borde le "canal Monsieur" est depuis quelques années, le passage de la véloroute EuroVelo 6, piste cyclable européenne qui va de Nantes à Budapest[26].

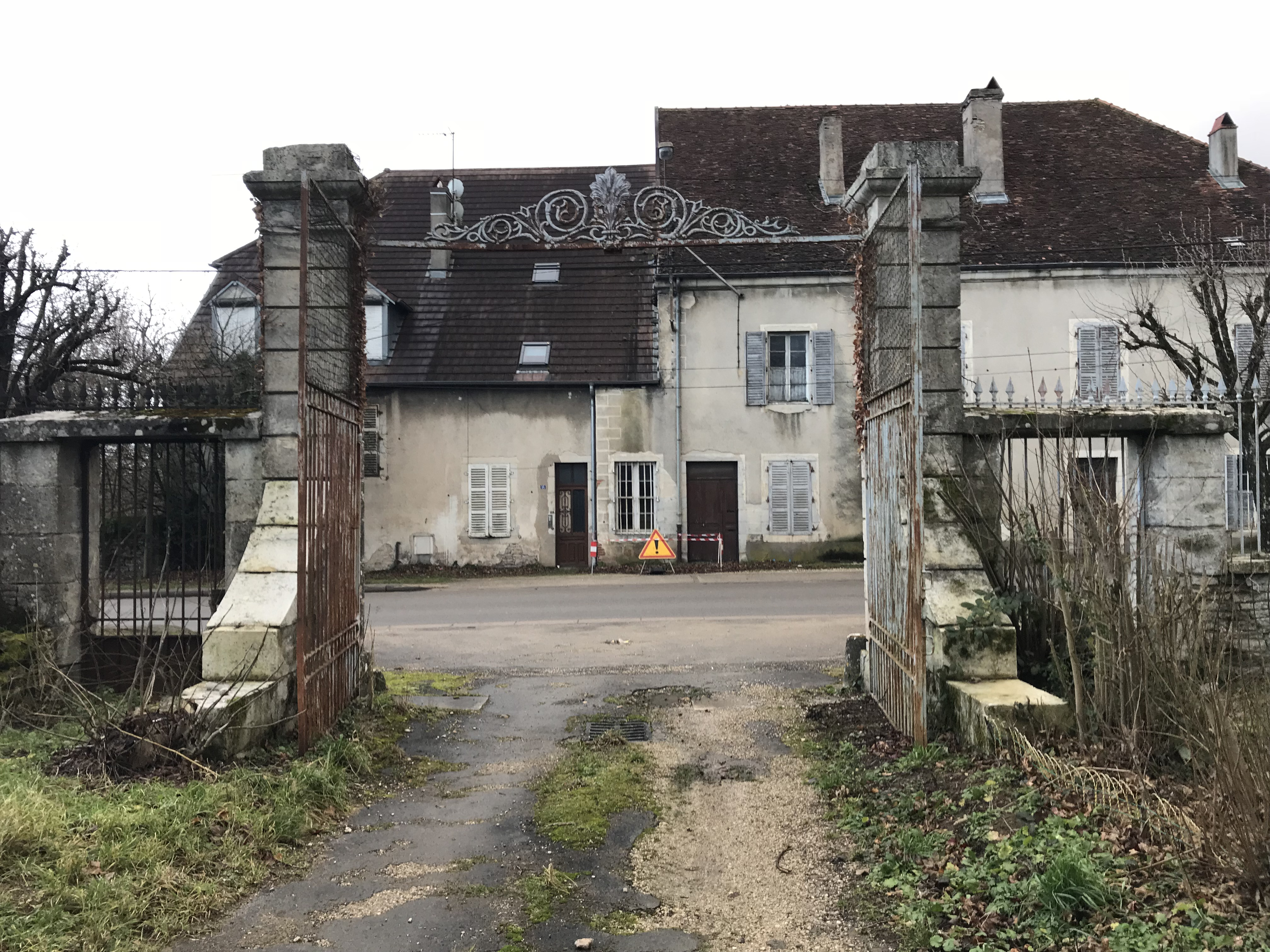
La demeure Caron.
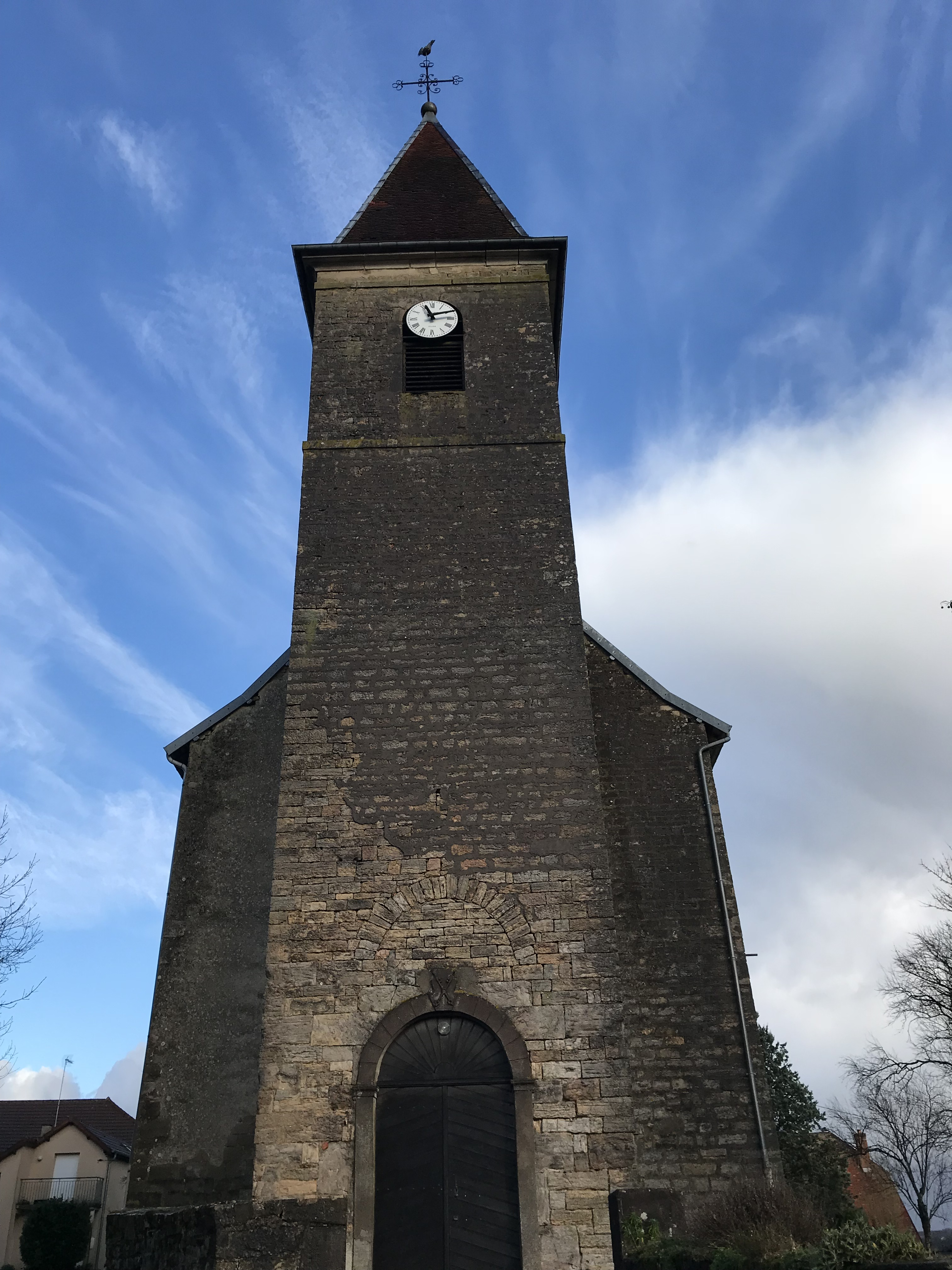
L'église.
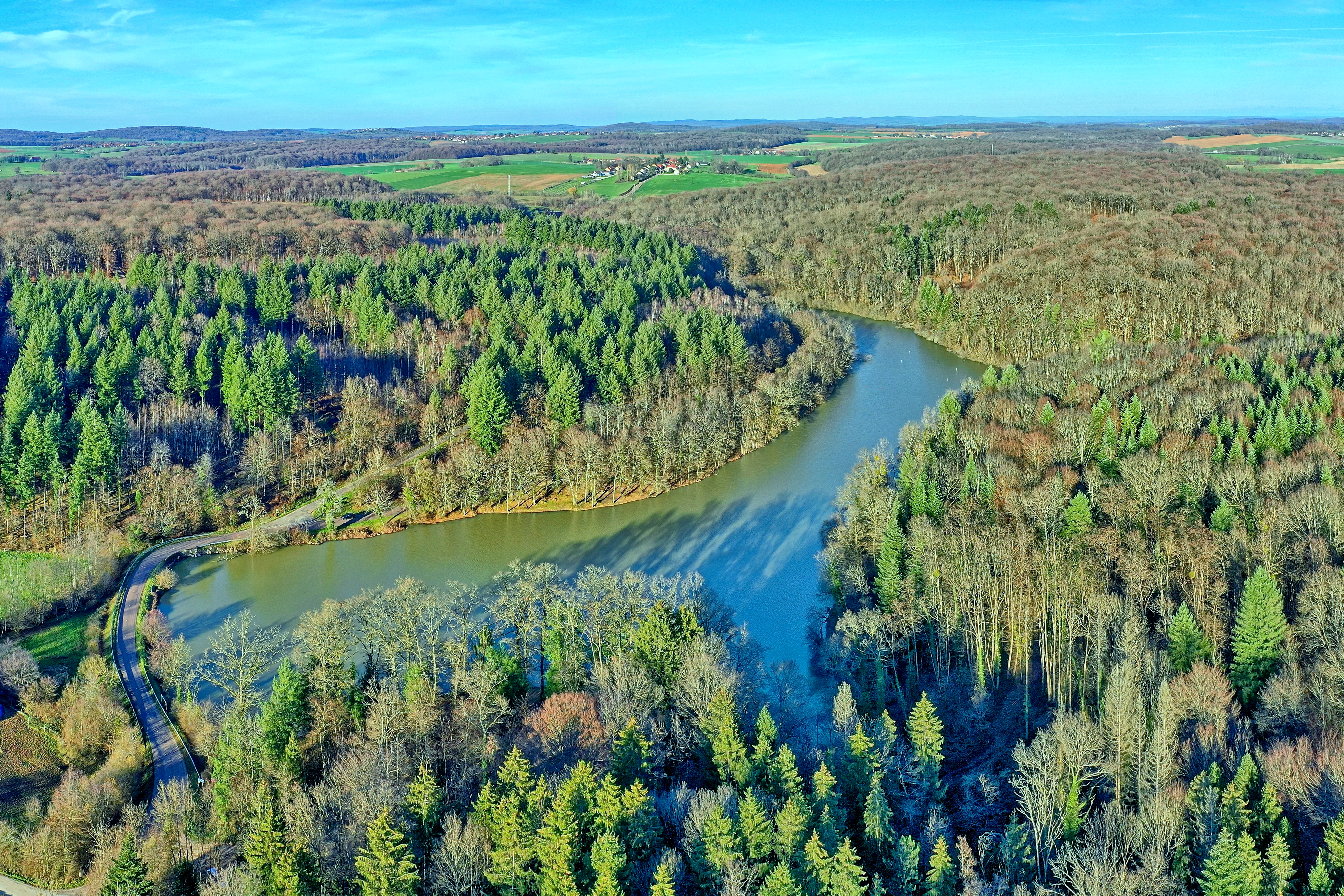
L'étang du Patouillet.
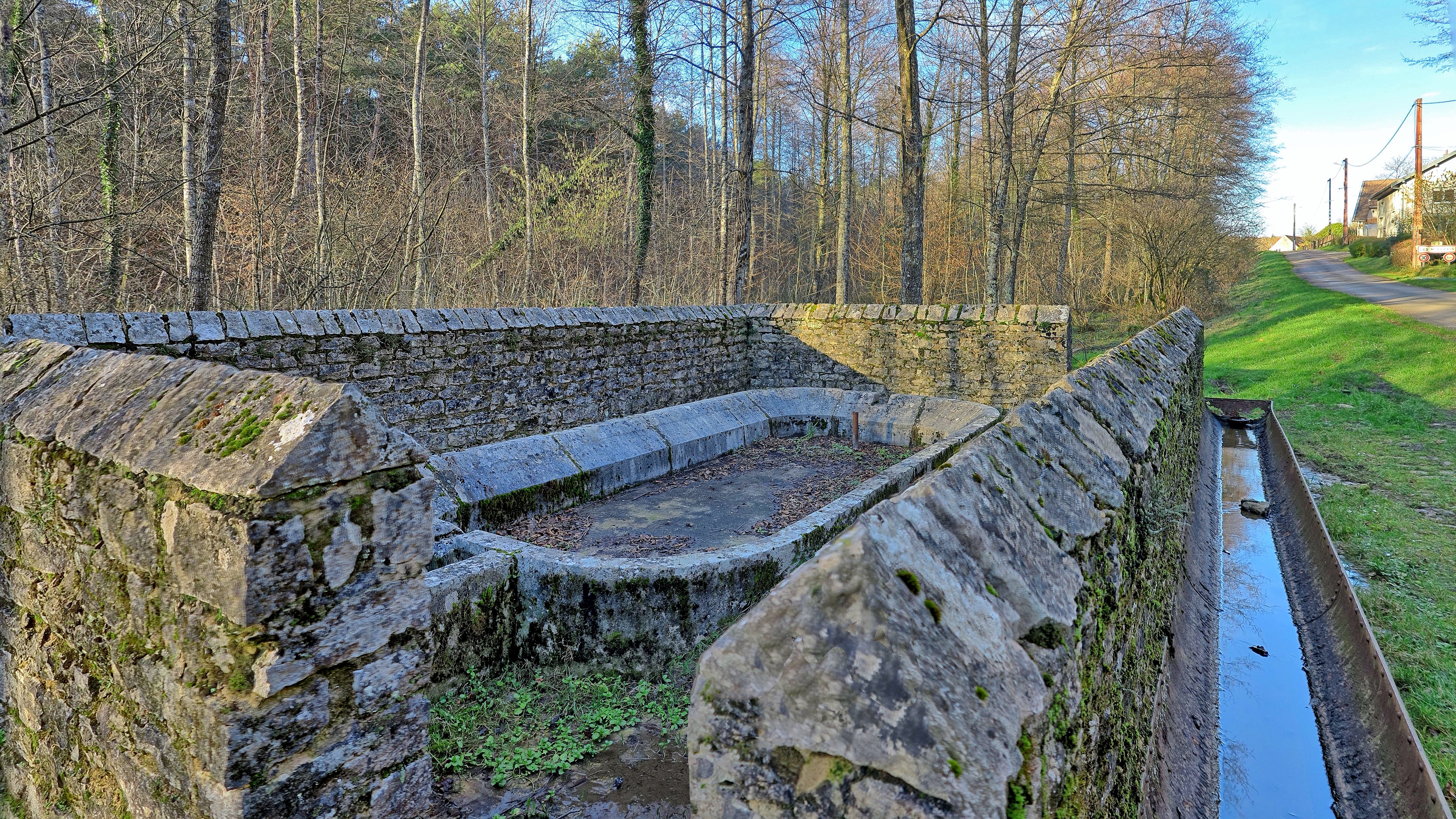
Le lavoir des Minerais.

## Personnalités liées à la commune
- Michel Vautrot, ancien arbitre international français de football né le 23 octobre 1945.